# Storkow (Penkun)
Storkow ist ein Ortsteil der Stadt Penkun des Amtes Löcknitz-Penkun im Landkreis Vorpommern-Greifswald in Mecklenburg-Vorpommern.

## Geografie
Der Ort liegt drei Kilometer ostnordöstlich von Penkun. Die Nachbarorte sind Krackow und Schuckmannshöhe im Norden, Hohenholz und Nadrensee im Nordosten, Rosow, Radekow, Damitzow und Keesow im Südosten, Schönfeld im Süden, Büssow im Südwesten sowie Wollin und Battinsthal im Nordwesten.

## Geschichte
Storkow wurde im Jahr 1240 im Zusammenhang mit einem Tauschgeschäft zwischen Herzog Barnim I. von Pommern und Bischof Conrad III. von Cammin erstmals urkundlich erwähnt.
Storkow war zuvor eine eigenständige Gemeinde, die zum 1. Januar 1999 nach Penkun eingemeindet und dort zu einem Ortsteil wurde.

## Bauwerke

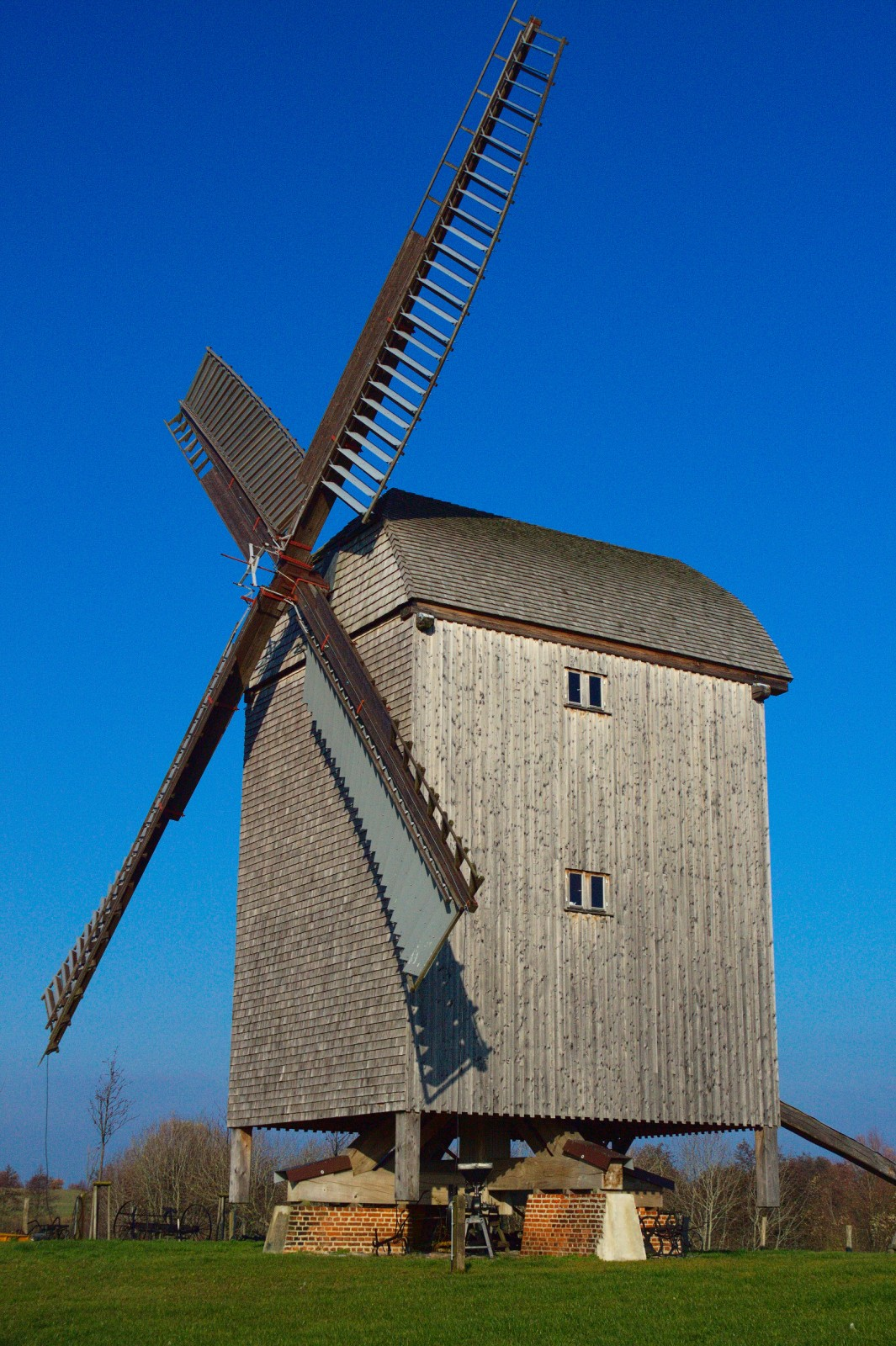
Bockwindmühle Storkow

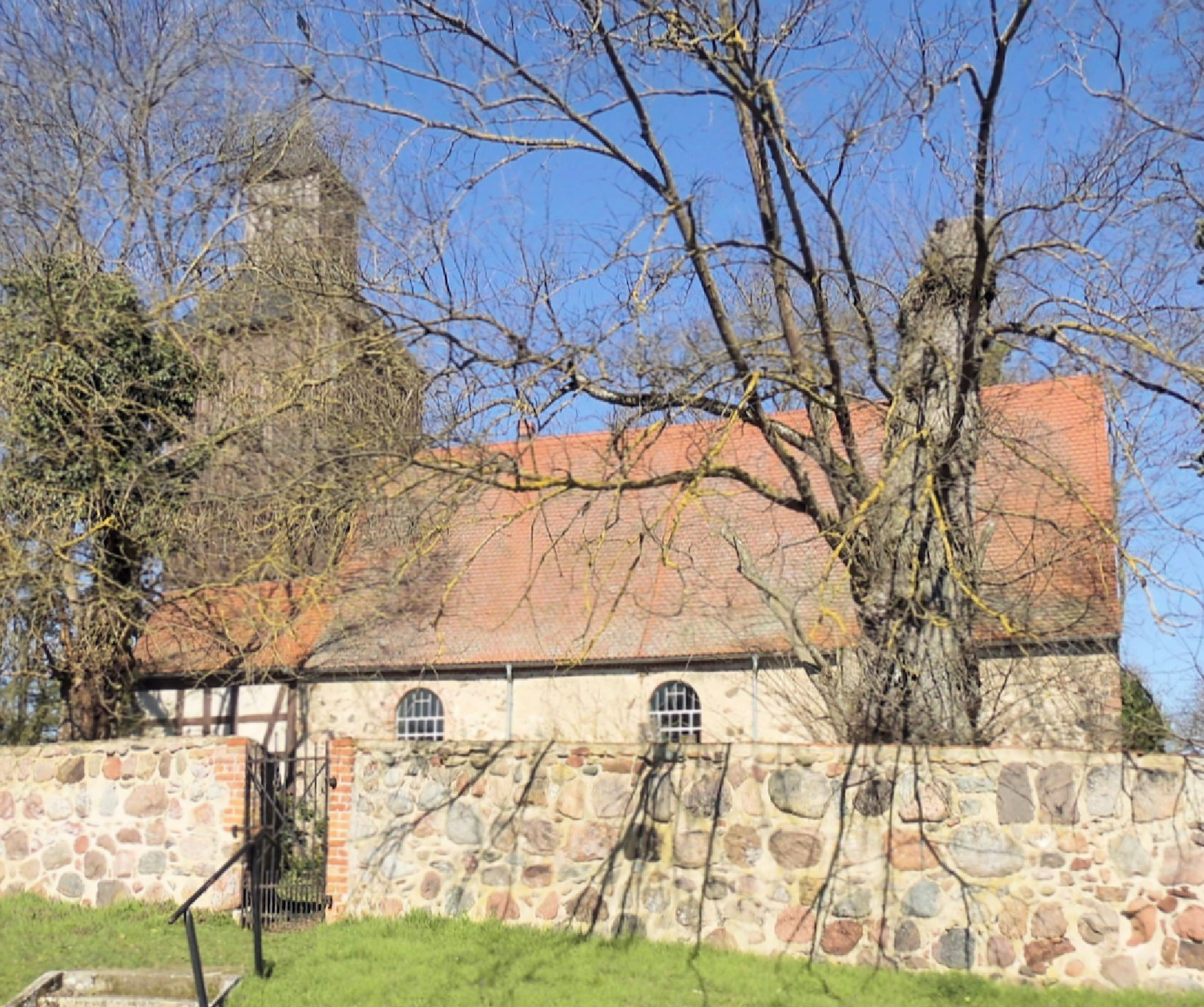
Dorfkirche

In der Denkmalliste sind insgesamt fünf Baudenkmale verzeichnet. Darunter die aus dem Anfang des 14. Jahrhunderts stammende Dorfkirche Storkow und die 1902 nach einem Brand wiederaufgebaute Bockwindmühle Storkow, die als die größte ihrer Art in Deutschland gilt.